# Patologista
Na área médica o patologista é o especialista responsável pelos diagnósticos de enfermidades dentro de uma estrutura hospitalar ou de uma comunidade. Antes, isolado em seu laboratório, não participava do atendimento ao doente e tampouco mantinha o intercâmbio necessário com outros especialistas médicos como clínicos, radiologistas e cirurgiões. A realidade atual se modificou e o patologista de hoje participa ativamente do dia-a-dia do atendimento médico.
Atuando através dos seus métodos diagnósticos (autópsias, biópsias, citopatologia), o patologista faz parte integrante da equipe médica e nestas condições tem que considerar o doente como um todo, sua história, seus sinais e sintomas, os resultados dos exames complementares e deve discurtir com os outros especialistas médicos as possibilidades diagnósticas e mesmo a conduta terapêutica.

## Áreas de atuação
O patologista atua como educador, pesquisador e como profissional médico de área da saúde.
A atividade educadora do patologista se faz presente tanto no ensino didático da patologia como na sua atuação médica. Nas universidades os patologistas ensinam, entre outros, os estudantes de medicina, veterinária, enfermagem e odontologia. Na universidade e na atividade privada os patologistas ensinam ao lado do leito, nas salas de cirurgias, nas conferências anatomoclínicas e na discurssão de casos com os clínicos e nos congressos.
De fato, a peculiaridade de seu trabalho que implica o contato diário com biópsias e citologias dos mais variados órgãos e sistemas, seu envolvimento com as autópsias, que exigem a avaliação cuidadosa de prontuários originados das diferentes clínicas e a interpretação das mais variadas alterações observadas no cadáver, obrigam o patologista a ser um generalista, a ter uma noção global da doença e dos doentes, e desta forma desempenhar o papel do integrador do conjunto do conhecimento médico.